# Lymantria beatrix
Lymantria beatrix är en fjärilsart som beskrevs av Stoll 1790. Lymantria beatrix ingår i släktet Lymantria och familjen tofsspinnare. Inga underarter finns listade i Catalogue of Life.

## Bildgalleri

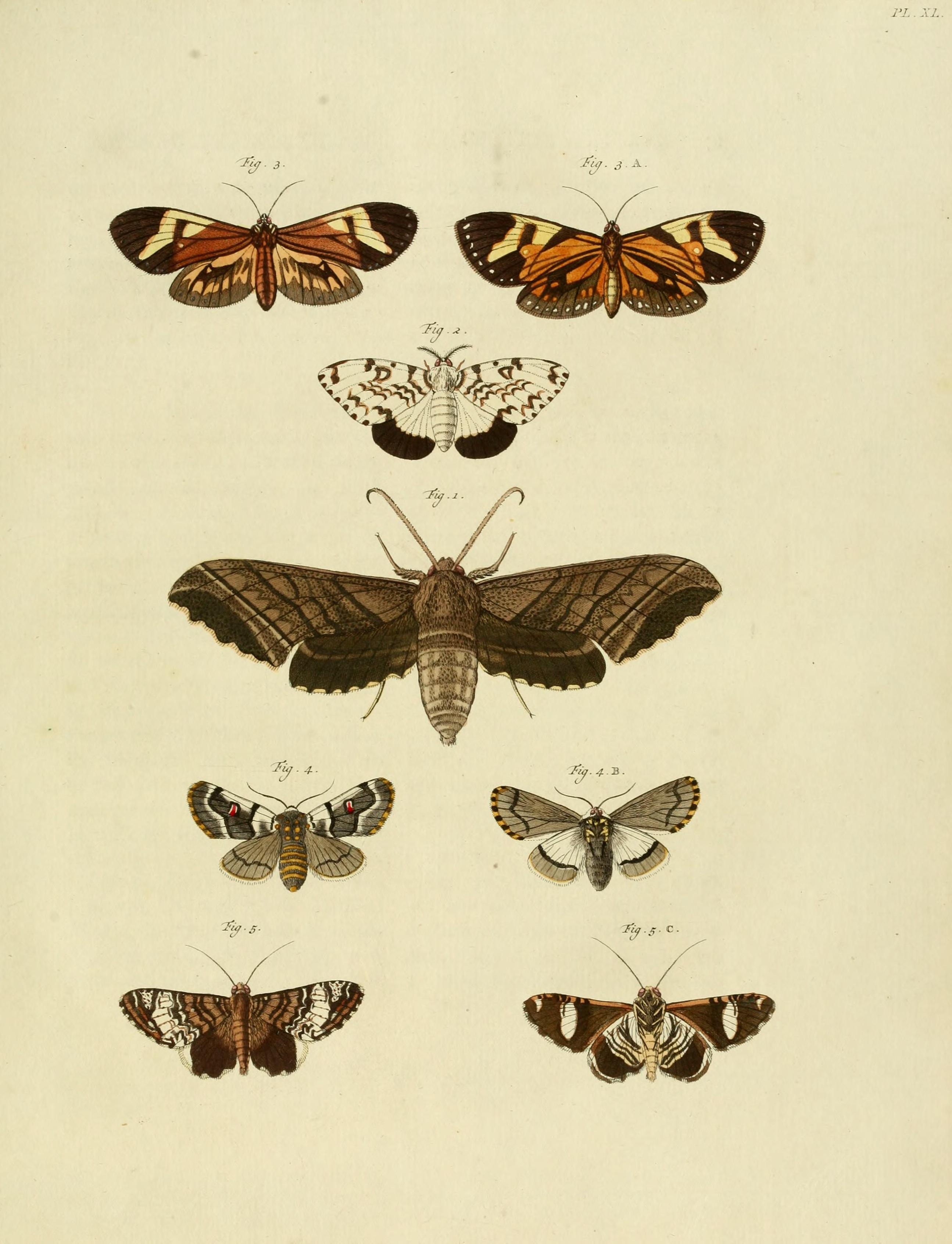